# متحف الناصر
متحف الناصر هو متحف خاص يقع في محافظة الأحساء التابعة لمنطقة الشرقية في المملكة العربية السعودية. يملكه حيدر ناصر.

## الموقع
يقع المتحف في جبل القارة في قرية التهيمية.

## أقسام
- قسم الفن القديم وأخبار الفن.[2]
- قسم الوثائق الرسمية.[2]
- قسم الصور الفتوغرافية القديمة[2]
- قسم الفخريات القديمة[2]
- قسم الأواني القديمة[2]
- قسم المقتنيات[2]

## المحتويات
يحتوي المتحف علي بعض المجلات القديمة، والكتب الدراسية التي دراسها صاحب المتحف في المراحل الأبتدائية، والمتوسطة، والثانوية، ويحتوي علي مقتنيات الغوص القديمة، وأدوات الكشف عن اللؤلؤ، والمحاجر التي يستخدمها الغوصين قديمًا، وأدوات لصيد السمك مثل القمبار، الشبك، الطبقي، حصاة الغويص، ويعرض أدوات خاصة بالحدادين والصافرين، وأدوات الطبخ المصنوعة من شجرة الأثل، وبعض المقتنيات القديمة من الفوانيس، والتريك، والمقلاة، والهاون، والمسلة، والنجر، والمنفاخ، والإبريق، والسقا، والطباخة، وأنواع الدلال، والتليفونات القديمة، وبعض أنواع البسكويتات، والحلويات، والعصاير القديمة، وبعض أنواع السيارات القديمة، وفي أقسام الحرق اليدوية يوجد الأدوات القديمة، مثل السلال المصنوعة من سعف النخيل مثل الحصير، والزبيل، والمخرف، والمرحلة، والأقفاص، ويتم عرض ايضًا بعض الأثاث، والملابس، وتصنيع سجادة الصلاة علي الطريقة القديمة.

## الزيارة
يفتح المتحف أبوابه بشكل مجاني، حيث أغلب الزوار من المنطقة الشرقية، ومن مختلف مناطق السعودية، من بعض دول الخليج مثل البحرين 

## هدف المتحف
يهدف صاحب المتحف من إنشاءه إلي جمع القطع الأثرية النادرة، والحفاظ علي التراث القديم، وبث ثقافة التاريخ والتراث السعودي.